# Aleksander (książę Erbach-Schönberg)
Aleksander książę Erbach-Schönberg, niem: Alexander Ludwig Alfred Eberhard, Fürst & Graf zu Erbach-Schönberg (ur. 12 września 1872 na zamku Schönberg koło Bensheim, zm. 18 października 1944 w Bensheim) – drugi książę Erbach-Schönberg.

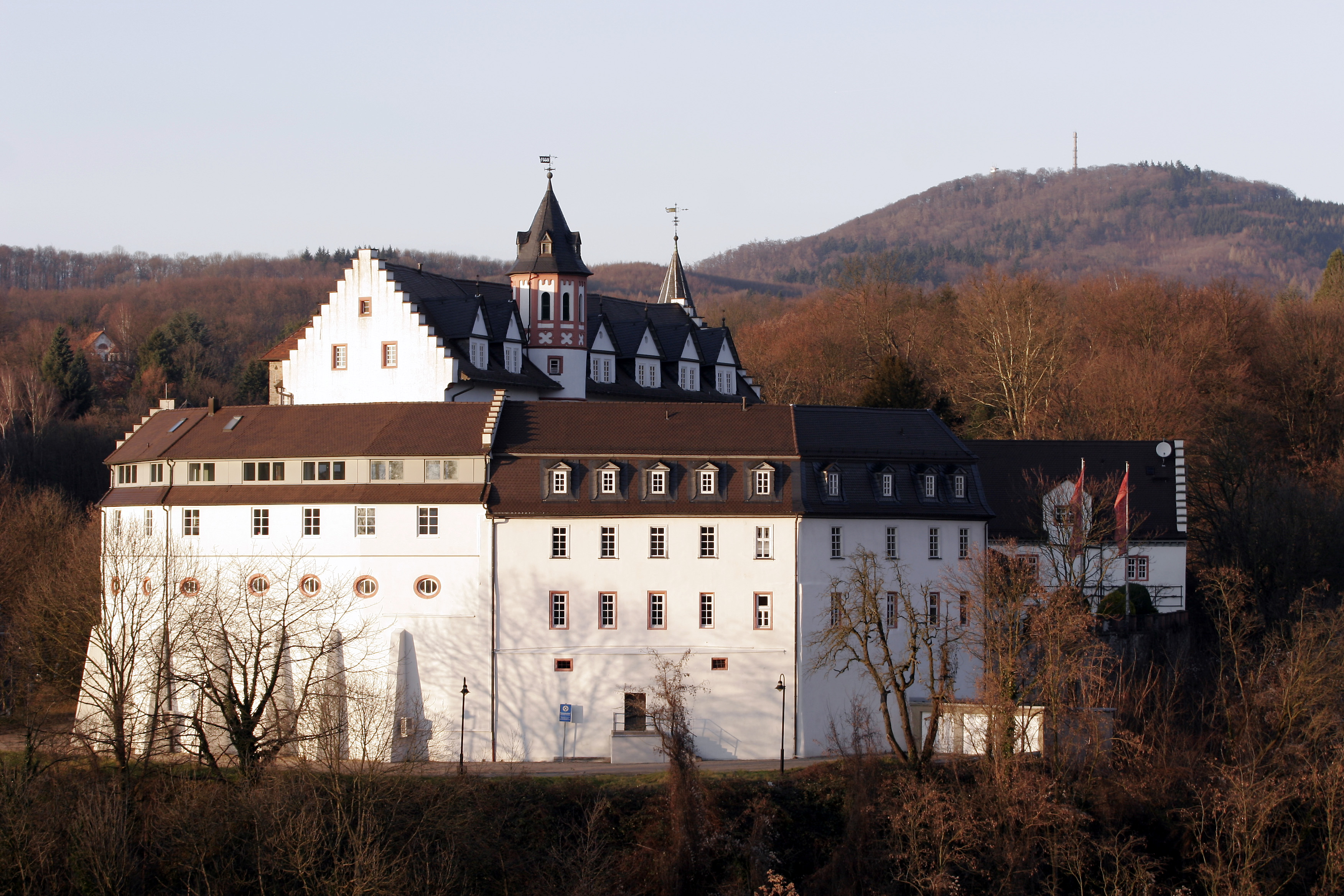
Zamek Schönberg

## Życiorys
Aleksander był najstarszym dzieckiem Gustawa Ernesta, pierwszego księcia Erbach-Schönberg (ur. 17 sierpnia 1840 – zm. 29 stycznia 1908) i jego żony Marii Battenberg (ur. 15 lutego 1852 – zm. 20 czerwca 1923), córki księcia Aleksandra Heskiego i jego morgantycznej żony – hrabiny Julii Hauke. W wyniku morganatycznego małżeństwa jej matka i rodzeństwo zostali wykluczeni sukcesji Wielkiego Księstwa Hesji i przybrali nazwisko Battenberg. Kuzynami Aleksandra (poprzez jego matkę) byli m.in.:
- Alicja Battenberg, matka Filipa, księcia Edynburga – małżonka królowej Eliżbiety II
- Alexander Mountbatten, 1. markiz Carisbrooke
- Wiktoria Eugenia Battenberg, królowa Hiszpanii
- Ludwika Mountbatten, królowa Szwecji
- George Mountbatten, 2. markiz Milford Haven
- Louis Mountbatten, 1. hrabia Mountbatten of Burma

Od 1923 roku książę Aleksander wraz z rodziną mieszkał na zamku Schönberg.

## Małżeństwo i rodzina
3 maja 1900 w Arolsen Aleksander ożenił się z Elżbietą Waldeck-Pyrmont (ur. 6 września 1873 – zm. 23 listopada 1961), najmłodszą córką księcia Jerzego Wiktora Waldeck-Pyrmont i Heleny Nassau. Mieli czworo dzieci:
- Imma Erbach-Schönberg (ur. 11 maja 1901 – zm. 14 marca 1947)
- Jerzy Ludwik, książę Erbach-Schönberg (ur. 1 stycznia 1903 – zm. 27 stycznia 1971)
- Wilhelm Erbach-Schönberg (ur. 4 czerwca 1904 – zm. 27 września 1946)
- Helena Erbach-Schönberg (ur. 8 kwietnia 1907 – zm. 16 kwietnia 1979)

## Tytuły
- 12 września 1872 – 18 sierpnia 1903: Jaśnie Oświecony Jego Wysokość Hrabia Aleksander Erbach-Schönberg
- 18 sierpnia 1903 – 29 stycznia 1908: Jego Najjaśniejsza Wysokość Książę Aleksander Erbach-Schönberg
- 29 stycznia 1908 – 18 października 1944: Jego Najjaśniejsza Wysokość Książę Erbach-Schönberg